# Aphidius rufus
Aphidius rufus är en stekelart som beskrevs av Goureau 1851. Aphidius rufus ingår i släktet Aphidius och familjen bracksteklar. Inga underarter finns listade i Catalogue of Life.